# Merch Bradt Stewart

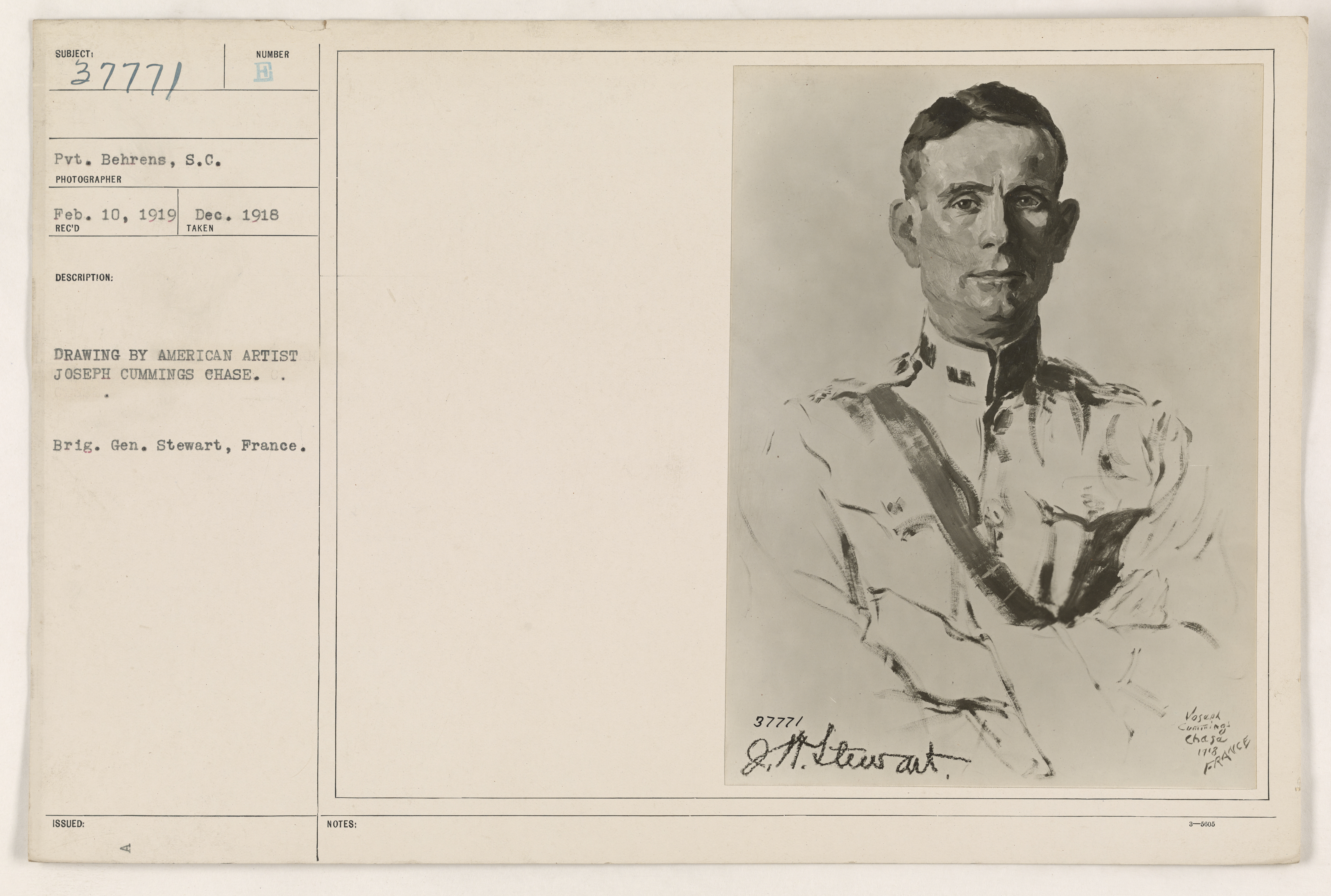
Merch Bradt Stewart

Merch Bradt Stewart (* 24. Juni 1875 in Mitchells, Culpeper County, Virginia; † 3. Juli 1934 in  St. Augustine, Florida) war ein US-amerikanischer Autor, Lehrer und Generalmajor der United States Army. Er war unter anderem als Superintendent Leiter der Militärakademie West Point. 
Merch Stewart wurde in der kleinen Ortschaft Mitchells in Virginia geboren, wuchs aber in Glens Falls im Bundesstaat New York auf, wo er die öffentlichen Schulen besuchte. Zwischen 1892 und 1896 absolvierte er die Militärakademie in West Point. Nach seiner Graduation im Sommer 1896 wurde er als Leutnant der Infanterie zugewiesen. In der Armee durchlief er anschließend alle Offiziersränge vom Leutnant bis zum Zwei-Sterne-General. Er wurde zunächst dem 11. und dann dem 8. Infanterieregiment zugeteilt und war drei Jahre lang im Gebiet um den Platte River eingesetzt. Anschließend nahm er mit seinem Regiment am Spanisch-Amerikanischen Krieg teil und wurde dabei in einige Gefechte verwickelt. Danach wurde er mit seiner Einheit auf die Philippinen versetzt, wo er, nun als Hauptmann (Captain), das Amt des Quartiermeisters ausübte. In den folgenden Jahren war er in verschiedenen Standorten in den USA und dann wieder auf den Philippinen stationiert. Dazu gehört auch eine dreijährige Rückkehr nach West Point, wo er das Fach Infanterietaktik lehrte. Im Jahr 1911 wurde er zum Major befördert und mit dem 5. Infanterieregiment nach Puerto Rico versetzt, wo er bis 1912 verblieb. In den Jahren 1913 und 1914 befehligte er eine Sonderausbildungseinheit, ehe er mit dem 5. Infanterieregiment in die Panamakanalzone beordert wurde. Sein dortiger Einsatz ging von 1914 bis 1916.
Zu Beginn des Ersten Weltkriegs, an dem die Vereinigten Staaten seit April 1917 aktiv teilnahmen, war Stewart zunächst im Generalstab des Heeres tätig, ehe er Stabschef der in Frankreich eingesetzten 76. Infanteriedivision wurde. Danach übernahm er das Kommando über die 175. Infanteriebrigade, die der 88. Infanteriedivision unterstellt war. In der Folge übernahm Stewart wieder einige Kommandos in den Vereinigten Staaten, darunter in Fort Meade in Maryland und in Fort Leavenworth in Kansas. Im Jahr 1923 wurde er Führungsoffizier der Kadetten der West-Point-Akademie. 1925 erhielt er offiziell den Rang eines Brigadegenerals der regulären Armee. Zur Zeit des Ersten Weltkriegs hatte er diesen Rang bei den Freiwilligen temporär schon einmal bekleidet. Sein letztes offizielles Amt als Offizier der US Army hatte Merch Stewart zwischen 1926 und 1927 als 33. Leiter der Militärakademie West Point. In dieser Funktion löste er Fred Winchester Sladen ab. Einen Tag vor dem Ende seiner dortigen Dienstzeit wurde er zum Generalmajor befördert. Sein Nachfolger als 34. Leiter der Akademie wurde Edwin B. Winans.
Merch Stewart war seit Februar 1898 mit Nan Wheelihan verheiratet, mit der er einen Sohn namens Peter hatte. Er starb am 3. Juli 1934 in St. Augustine in Florida und wurde auf dem Friedhof der Militärakademie West Point beigesetzt.

## Orden und Auszeichnungen
- Army Distinguished Service Medal
- Orden der Ehrenlegion (Ordre national de la Légion d'honneur) (französisch)
- Croix de guerre 1914–1918 (französisch)